# CC (DM Command)
CC (CREATE_COPY)とは、アポロコンピュータ社のコンピュータに搭載されていたウィンドウシステム（ディスプレイマネージャ）で利用できた、制御コマンド『DMコマンド』の一つ。

## 概要
CC コマンドは、既存のウインドウのコピーを生成する。

## 利用法
CC コマンドは，既存のウインドウのコピーを生成する。
このコマンドを用いるには、DR コマンドで新しいウインドウの両端をマークし、それからコピーするウインドウを指す。
コピーされるウインドウにカーソルを置いたまま，＜CMD＞キーを押し、 CCコマンドを入力する。
領域がマークされなかった場合、次の DM デフォルト・ウインドウを用いて新しいウインドウが生成される。